# Teyia branislav
Teyia branislav — викопний вид комах вимерлого ряду Alienoptera.

## Рештки
Вид описано у 2018 році з решток, що виявлені у бірманському бурштині.

## Опис
Тіло завдовжки 1 см. Голова трикутна, передньоспинка подовжена. Присутня птеростигма (темна щільна ділянка на передньому краї крила). Ззовні комаха була схожа на мураху з вимерлої підродини Sphecomyrminae, що домінувала в бірманському бурштині. З іншого боку, церки (членисті відростки) на кінці черевця характерні для тарганоподібних.

## Оригінальна публікація
- P. Vršanský and B. Wang. 2018. Taxonomic names, in Batesian insect-insect mimicry-related explosive radiation of ancient alienopterid cockroaches. Biologia 73:987-1006